# Platteland

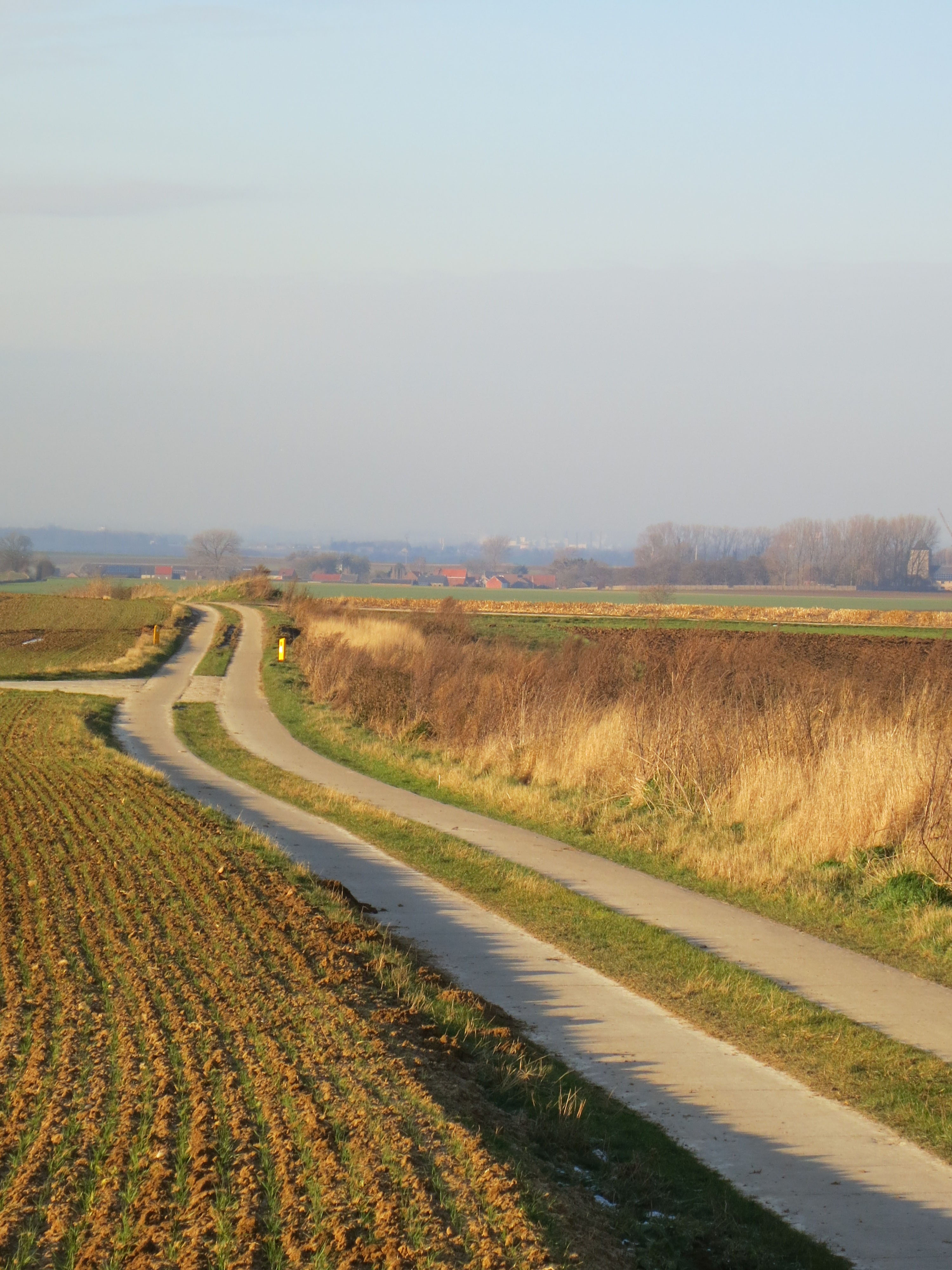
Voorbeeld van platteland in België

Het platteland of landelijk gebied omvat al het gebied buiten de bebouwde kom.
Het platteland onderscheidt zich van stedelijk gebied niet alleen door aard van de bebouwing en bevolkingsdichtheid maar ook door culturele en politieke verschillen. Het aantal inwoners per vierkante kilometer ligt op het platteland veel lager dan in de steden het geval is.
Het platteland kent minder publieke voorzieningen dan stedelijk gebied. Denk daarbij aan publieke functies zoals het openbaar vervoer, medische zorg, bibliotheken alsook voor particuliere en culturele functies zoals het uitgaansleven, musea en cafés. Daar staan echter rust en ruimte en gemoedelijkheid tegenover. Er zijn ook organisaties die speciaal gericht zijn (of althans waren) op de bevolking van het platteland. Een voorbeeld daarvan is de Nederlandse Bond van Plattelandsvrouwen, of in Vlaanderen Landelijke Gilden en de KVLV. Ook zijn er festivals die juist op het platteland hun thuis hebben zoals de boerenfestivals. 
Het landelijk gebied heeft verschillende functies zoals:
- landbouw,
- werken,
- transport (wegen),
- wonen,
- recreatie,
- natuur,
- waterberging.

Door het ruimtebeslag voor economische en verkeersdoeleinden alsmede de nog toenemende bevolking komt het platteland steeds meer onder druk te staan. Een goede afweging van het gebruik van het landelijk gebied is voor de bewoners van groot belang. Deze afweging vindt in Nederland op verschillende politieke niveaus plaats door de overheden: LNV, VROM, V&W, waterschappen, provincies, en gemeenten.
Om efficiënter om te kunnen gaan met de regels, eisen en voorwaarden hebben Rijk, provincies, waterschappen en gemeenten in Nederland in 2004 afgesproken om de verschillende budgetten voor het landelijk gebied samen te voegen in het zogenaamde "Investeringsbudget Landelijk Gebied" (ILG). Een nieuw financieringssysteem, maar vooral een nieuwe werkwijze én een verandering in bestuurlijke verhoudingen (centraal wat moet, decentraal wat kan).

## Instanties
- Nederland
  - Ministerie van Landbouw, Natuur en Voedselkwaliteit (LNV), Directie Platteland
  - Raad voor het Landelijk Gebied
  - Dienst Landelijk Gebied (DLG)
- Vlaanderen
  - Interbestuurlijk Plattelandsoverleg (IPO)
  - Vlaamse Landmaatschappij (VLM)